# 伊特拉塞浦路斯语
伊特拉塞浦路斯语是一种前印欧语，在铁器时代分布在塞浦路斯。名称意为“真”或“原塞浦路斯语”，与伊特拉斯坎语平行，两个术语都用于概括这些地区的前希腊语。伊特拉塞浦路斯语的文字分化自线形文字A，经由线形文字C的塞浦路斯-米诺安变体，称作塞浦路斯音节文字。自约公元前10世纪起，伊特拉塞浦路斯语就开始受到南亚该亚希腊语的压力，最终在约公元前4世纪灭绝。
除双语碑文中的一小部分词外，人们对伊特拉塞浦路斯语仍然知之甚少。句法上可能是屈折语或黏着语。部分转写很大程度上依赖于学者们所处理的语言或语言群，但并不具有一致性。一些语言学家认为伊特拉塞浦路斯语与伊特拉斯坎语和利姆尼亚语有关，另外一些人则推测它和西北闪米特语支有关。那些两种理论都不支持的一般会假设一种未知的前希腊语。目前已知的文本量还太少，尚不足以形成定论。
伊特拉塞浦路斯语可能来自塞浦路斯-米诺安语，毕竟它在青铜时代就分布在塞浦路斯了。两种语言有共同的属格后缀-o-ti。

## 语料
以塞浦路斯音节文字（VI-III BC）书写的数百块铭文不能被译成希腊语。虽然这不能证明碑上的就一定不是希腊语，还是至少有两个地方的材料发现了多处明显不是希腊语的碑文：
- 阿马苏斯（包括一份伊特拉塞浦路斯-希腊语双语文本）
- 格尔基古城（Golgoi）几份短铭文（现在的阿西埃努村：马库斯·艾杰特梅耶认为他们的语言可能和阿马苏斯其他地方不同[5]）。

有人认为塞浦路斯-米诺安语转写和伊特拉塞浦路斯语一样（或是其祖先），因为文字尚未完全破译，此说存疑。

## 阿玛苏斯双语碑文
最著名的伊特拉塞浦路斯语铭刻是在1913年于阿玛苏斯的卫城发现的刻在黑色大理石板上的双语文本，铭刻时间约在公元前600年，以阿提卡希腊语和伊特拉塞浦路斯语各写一份。以塞浦路斯字母写的伊特拉塞浦路斯语文本从右至左；希腊文则以全部大写的希腊字母从左至右。
伊特拉塞浦路斯语：
1: a-na-ma-to-ri-u-mi-e-s[a]-i-mu-ku-la-i-la-sa-na-a-ri-si-to-no-se-a-ra-to-wa-na-ka-so-ko-o-se
2: ke-ra-ke-re-tu-lo-se-ta-ka-na-[?-?]-so-ti-a-lo-ka-i-li-po-ti
可能的发音：
1: Anmatoriumi esai muklai lasna Aristonse Artowanaks koose
2: Kera kertulose takna[??]osti aloka ilipoti.

希腊文：
3: Η ПΟΛΙΣ Η АΜАΘΟΥΣΙΩΝ ΑΡΙΣΤΩΝΑ
4: ΑΡΙΣΤΩΝΑΚΤΟΣ ΕΥΠΑΤΡΙΔΗΝ
转写为现代文字：
3: 
4: .
塞勒斯·戈登（Cyrus H. Gordon）将这份文本译作：
阿马萨斯人之城（尊敬的）阿里斯托克斯（Aristonax）的贵族阿里斯顿（Ariston）（儿子）。:120
戈登转写总体上是基于希腊文铭文。“贵族阿里斯顿”是宾格，说明存在一个及物动词。戈登解释说“在这种献辞铭文中...动词被省略。”
铭文很重要，因为记录未知语言的音素时总对应当时希腊语的音素。戈登说：“这块双语碑文表明伊特拉塞浦路斯语文本中的符号与塞浦路斯希腊语文本中的符号有同样的音值...”

## 资料
- Duhoux, Yves. Eteocypriot and Cypro-Minoan （页面存档备份，存于）.
- Gordon, Cyrus. . Ventnor, New Jersey: Ventnor Publishers. 1966.
- Gordon, Cyrus. . New York: Basic Books, Inc. 1982. ISBN 0-465-02484-X.
- Jones, Tom B., Notes on the Eteocypriot inscriptions, American journal of philology. LXXI 1950, c. 401–407
- Steele, Philippa M. . Cambridge: Cambridge University Press. 2013. ISBN 978-1-107-04286-5.